# Amt Am Peenestrom
Amt Am Peenestrom (1992-2004 Amt Wolgast-Land) – niemiecki związek gmin leżący w kraju związkowym Meklemburgia-Pomorze Przednie, w powiecie Vorpommern-Greifswald. Siedziba związku znajduje się w mieście Wolgast.
W skład związku wchodzi siedem gmin, w tym dwie gminy miejskie (Stadt) oraz pięć gmin wiejskich (Gemeinde):
1. Buggenhagen
2. Krummin
3. Lassan, miasto
4. Lütow
5. Sauzin
6. Wolgast, miasto
7. Zemitz